# Molophilus (Molophilus) furiosus
Molophilus (Molophilus) furiosus is een tweevleugelige uit de familie steltmuggen (Limoniidae). De soort komt voor in het Palearctisch gebied.